# Grum (album)
Grum er det andet studiealbum fra det danske folkrockband Instinkt. Det blev udgivet den 12. oktober 2006.
Dette album fik fem ud af seks stjerner i GAFFA. Samtidig vandt Grum prisen som "Årets danske album" ved Danish Music Awards Folk. Gruppen blev også nomineret til "Årets danske artist (nutidig)" og Martin Seeberg blev nomineret til "Årets danske instrumentalist" ved samme prisoverrækkelse.

## Spor
1. "Bjerglåten" - 2:55
2. "Bjerg 2" - 3:41
3. "Yummi Yah" - 4:12
4. "Nynnevals" - 4:23
5. "Bollywood Express" - 4:30
6. "Iiibskt" - 2:31
7. "Stille Sind" - 2:11
8. "Malstrøm" - 3:29
9. "Kommissæren" - 3:20
10. "Hærg" - 2:38
11. "Ønskeskæbnen" - 3:20
12. "Simon's Schottish" - 3:58
13. "Stryg 3" - 2:22
14. "Rudolstadt Karavanen" - 4:15
15. "West Highland Walk" - 2:02

## Medvirkende
- Martin Seeberg - bratsch, fløjte, skalmeje, jødeharpe, vokal
- Louise Ring Vangsgaard - violin, vokal,
- Søren Korshøj - violin, guitar, vokal
- Vivi di Bap - trommer, percussion, vokal, cello
- Malene Daniels Beck - elbas, kontrabas, vokal